# Quando c'era Marnie (romanzo)
Quando c'era Marnie (When Marnie was There) è un romanzo per ragazzi della scrittrice britannica Joan Gale Robinson. Considerato dall'animatore giapponese Hayao Miyazaki uno dei 50 libri che più hanno influenzato la sua opera, nel 2014 è stato adattato dallo Studio Ghibli nel film animato omonimo diretto dal regista giapponese Hiromasa Yonebayashi.

## Trama
Anna è una ragazzina orfana di madre e padre, che recentemente ha perduto anche la nonna. La signora Preston, che diventa la sua tutrice, è molto preoccupata perché Anna è apatica, introversa e apparentemente incapace di avere interesse per il mondo che la circonda. La donna decide quindi di mandarla per le vacanze estive presso una coppia di suoi conoscenti che abitano a Little Overton, un paesino della contea di Norfolk che si affaccia sul mare del Nord.
La ragazzina viene accolta con calore dai due coniugi, ma la sua estrema timidezza le impedisce di farsi delle amicizie tra i suoi coetanei del villaggio e preferisce trascorrere le giornate passeggiando sulla spiaggia e tra gli acquitrini della zona. Durante le sue peregrinazioni, passa spesso accanto ad una casa fatiscente chiamata Marsh House, considerata da tutti disabitata, ma al cui interno lei crede di intravedere attraverso una finestra una ragazzina della sua età mentre si pettina i capelli.
Finalmente Anna incontra la ragazza, Marnie, con cui instaura subito uno stretto rapporto. Anche Marnie infatti, di famiglia ricca e costretta dai genitori a stare sempre chiusa in casa ed a non frequentare gli altri ragazzi del posto, è sola e senza amici: le due ragazze stringono quindi un'amicizia segreta, fatta di furtivi incontri notturni all'insaputa di tutti.
Quando ormai Anna crede di non poter essere più felice di così, Marnie svanisce improvvisamente nel nulla e la grande casa che la ragazzina aveva visto piena di gente ritorna disabitata. I giorni passano e la Marsh House viene acquistata da una famiglia, i Lindsays. Anna, che grazie a Marnie si era ormai liberata dalla sua asocialità, riesce a fare amicizia con la figlia del signor Lindsays.
Un giorno, mentre la sua nuova amica le fa visitare la grande casa, Anna si imbatte in un vecchio quaderno abbandonato in una stanza, che risale ai primi anni del secolo. È l'antico diario di una ragazzina di nome Marianna (ma lei preferiva farsi chiamare Marnie, dalla prima parte del suo nome), che racconta della sua adolescenza e delle avventure che stranamente somigliano a quelle che Anna ha vissuto assieme alla sua amica Marnie.

## Edizioni
- (EN) Joan Gale Robinson, When Marnie Was There, new ed., HarperCollinsChildren'sBooks, 2002, ISBN 978-0007104772.
- (IT) Joan Gale Robinson, Quando c'era Marnie, Prima edizione italiana, Kappalab, 2014, ISBN 978-8898002078.